# Pipistrellus permixtus
Pipistrellus permixtus är en fladdermusart som beskrevs av Paul Aellen 1957. Pipistrellus permixtus ingår i släktet Pipistrellus och familjen läderlappar. IUCN kategoriserar arten globalt som otillräckligt studerad. Inga underarter finns listade i Catalogue of Life.
Denna fladdermus är bara känd från ett mindre område i östra Tanzania nära staden Dar es-Salaam. Arten hittades där i torra skogar vid havet.